# Polak Potrafi (program telewizyjny)
Polak Potrafi – program telewizyjny prezentujący polskie fabryki oraz Polaków, którzy zasłynęli nietypowymi lub wartościowymi pomysłami, projektami i konstrukcjami, emitowany na antenie telewizji TVN Turbo od 2008 roku. Premierowe odcinki emitowane są w niedziele o godzinie 18:15. Lektorem programu jest Jacek Mikołajczak.